# Lanaja
Lanaja (aragónul Lanacha) település Spanyolországban, Huesca tartományban. Lanaja Alcubierre, Poleñino, Lalueza, Sariñena, Castejón de Monegros és Monegrillo községekkel határos. Lakosainak száma 1141 fő (2024).

## Népesség
A település népessége az utóbbi években az alábbiak szerint változott:
| Lakosok száma | 1552 | 1496 | 1457 | 1478 | 1381 | 1324 | 1179 | 1174 | 1189 | 1141 |
|               | 2001 | 2003 | 2006 | 2008 | 2011 | 2014 | 2017 | 2019 | 2022 | 2024 |